# Liste der Naturdenkmale in Elterlein
Die Liste der Naturdenkmale in Elterlein nennt die Naturdenkmale in Elterlein im sächsischen Erzgebirgskreis.

## Definition
„Naturdenkmäler sind rechtsverbindlich festgesetzte Einzelschöpfungen der Natur oder entsprechende Flächen bis zu fünf Hektar, deren besonderer Schutz erforderlich ist
1. aus wissenschaftlichen, naturgeschichtlichen oder landeskundlichen Gründen oder
2. wegen ihrer Seltenheit, Eigenart oder Schönheit.“

„§ 18 – Naturdenkmäler – (zu § 28 BNatSchG)
(1) Die Erklärung nach § 22 Abs. 1 BNatSchG von Teilen von Natur und Landschaft als Naturdenkmal erfolgt durch Rechtsverordnung oder Einzelanordnung.
(2) Über § 28 Abs. 1 BNatSchG hinaus können Naturdenkmäler zur Sicherung von Lebensgemeinschaften oder Lebensstätten von im Bestand gefährdeten oder streng geschützten Arten festgesetzt werden.“

## Liste
Im Jahr 2015 waren keine Einzelnaturdenkmale in Elterlein bekannt. Diese Auflistung enthält daher nur Flächennaturdenkmale (FND).
Link zu einem Kartenansichtstool, um Koordinaten zu setzen.
| Bild                          | Bezeichnung                            | Lage                                            | Beschreibung   | Datum | Nummer     |
| ----------------------------- | -------------------------------------- | ----------------------------------------------- | -------------- | ----- | ---------- |
| BW                            | Orchideenwiese                         | Hermannsdorf (50° 36′ 8,7″ N, 12° 55′ 13,5″ O)  | verordnet 1967 |       | 364.23-079 |
| BW                            | Arnikawiese                            | Hermannsdorf (50° 36′ 7,7″ N, 12° 54′ 58,3″ O)  | verordnet 1967 |       | 364.23-080 |
| BW                            | Himmelschlüsselwiese                   | Hermannsdorf (50° 36′ 16,4″ N, 12° 55′ 25,4″ O) | verordnet 1967 |       | 364.23-081 |
| BW                            | Kuckucksblumenwiese am Fuchsstein      | Elterlein (50° 35′ 33,4″ N, 12° 53′ 57,1″ O)    | verordnet 2000 |       | 364.23-082 |
| BW                            | Waldwiese beim Elterleiner Waldfrieden | Burgstädtel (50° 36′ 26,9″ N, 12° 51′ 15,7″ O)  | verordnet 2001 |       | 364.23-083 |
| BW                            | Feuchtgebiet Schwarzbach               | Schwarzbach (50° 33′ 3″ N, 12° 51′ 5,9″ O)      | verordnet 1988 |       | 364.23-084 |
| mehr Fotos \| Fotos hochladen | Leuchtmooshöhle Burgstädtel            | Burgstädtel (50° 36′ 35,4″ N, 12° 50′ 55″ O)    | verordnet 2001 |       | 364.23-085 |
| BW                            | Waldwiese an der Zwönitzquelle         | Burgstädtel (50° 36′ 2,2″ N, 12° 51′ 30,8″ O)   | verordnet 2003 |       | 364.23-086 |
| BW                            | Singersteine nördlich Hermannsdorf     | Hermannsdorf (50° 36′ 0,8″ N, 12° 55′ 32,7″ O)  | verordnet 1982 |       | 364.23-087 |